# Peristylus richardianus
Peristylus richardianus är en orkidéart som beskrevs av Robert Wight. Peristylus richardianus ingår i släktet Peristylus och familjen orkidéer. Inga underarter finns listade i Catalogue of Life.